# Michelle McLean
Michelle McLean là Hoa hậu Hoàn vũ 1992 và là người đầu tiên của đất nước Namibia đoạt danh hiệu này.
Trước khi tham gia Hoa hậu Hoàn vũ 1992, cô từng tham dự Hoa hậu Thế giới 1991 và lọt vào top 5 người đẹp nhất. Sau khi đăng quang Hoa hậu Hoàn vũ, cô lập ra Quỹ Niềm tin trẻ em Michelle McLean nhằm giúp đỡ các trẻ em Namibia nghèo khó và không được đến trường. Cô cũng tham gia việc vận động đưa cuộc thi Hoa hậu Hoàn vũ 1995 đến Namibia.